# Грин, Дэйв
Дэйв Грин (англ. Dave Green, род. 1983) — американский режиссёр кино и клипов, наиболее известный по фильмам «Внеземное Эхо» (2014) и «Черепашки-ниндзя 2» (2016).

## Карьера

### Начало
Грин начал свою карьеру режиссёра, сняв несколько музыкальных клипов. В 2009 году, работая с актёром Майлзом Фишером, выпустил кавер-версию песни «This Must Be the Place» группы Talking Heads. В том же году Дэйв Грин снял свой первый короткометражный анимационный комедийный фильм «Мелтдаун» (англ. Meltdown), где роль ожившего Сэндвича озвучил комик Дэвид Кросс; в 2010 году совместно с Сэмом Рэйми выпустил сериал «Зомби с дороги» (англ. Zombie Roadkill) с Томасом Чёрчем в главной роли.
В следующем 2011 году вместе с Джейком Авнетом и Майлзом Фишером опубликовал вирусную короткометражку-пародию «Новый роман» в качестве продвижения фильма ужасов «Пункт назначения 5». Позже Грин поставил еще один короткометражный фильм «В случае убийства набирайте „М“» для веб-сайта «Веселись или сдохни» (англ. Funny or Die).

### Как кинорежиссёр
Режиссёрский дебют Грина на большом экране состоялся с выходом научно-фантастической драмы «Внеземное Эхо» от Walt Disney Pictures. 22 мая 2012 года права на картину были проданы компании Relativity Media. Вышедший 2 июля 2014 года, фильм собрал в мировом прокате более 45 миллионов долларов и был удостоен премии «Молодой актёр».
В августе 2013 года Warner Bros. назначили Грина режиссёром научно-фантастического боевика «История» на место покинувшего проект Барри Зонненфельда. Сюжет фильма основывался на графическом романе Эшли Вуд, а играть главную роль должен был Дуэйн Джонсон. Фильм на экраны не вышел.
В апреле 2015 года Дэйв Грин приступил к съёмкам игрового фильма «Черепашки-ниндзя 2» от Paramount Pictures. За сюжет были ответственны сценаристы приквела 2014 года, Джош Аппельбаум и Андре Немек, а продюсировал картину Майкл Бэй. Вышедшее на экраны 3 июня 2016 года продолжение при бюджете в 135 миллионов долларов собрало в прокате почти 250 миллионов.

### Будущие проекты
17 декабря 2019 года стало известно, что Грин срежиссирует фильм «Койот против Акме» с участием персонажа мультсериала Looney Tunes — Хитрым Койотом. За сценарий отвечают Джеймс Ганн и братья Сильберман. Выход картины, совмещающей в себе анимацию и живые съёмки, назначен на 21 июля 2023 года.

## Фильмография
- Внеземное Эхо (2014)
- Черепашки-ниндзя 2 (2016)
- Койот против «Акме» (2023)